# چارلی مول
چارلی مول (انگلیسی: Charlie Mole) موسیقی‌دان و آهنگساز موسیقی فیلم‌های سینمایی و تلویزیونی بریتانیایی-فرانسوی است. 
وی تا به حال موسیقی فیلم‌هایی از جمله شوهر ایده‌آل، اتلو، اهمیت جدی بودن، خرسی به نام وینی و خاطرات آنه فرانک را ساخته است.